# روسلا برشا
روسلا برشا (ایتالیایی: Rossella Brescia؛ زادهٔ ۲۰ اوت ۱۹۷۱) بازیگر و مجری تلویزیون و رادیو اهل ایتالیا است.
از فیلم‌ها یا مجموعه‌های تلویزیونی که وی در آن‌ها نقش داشته‌است، می‌توان به پدر ماتئو اشاره نمود.